# Gidor
Die Gidor SA mit Sitz in Baar ist die grösste Coiffeur-Kette der Schweiz. Heute gehören über 100 Filialen, der Onlineshop Click&Care, die GIDOR Academy und verschiedene andere Coiffeur-Labels zu Gidor Coiffure. Die gesamte Gruppe beschäftigt über 1000 Mitarbeitende, davon werden über 200 angehende Coiffeusen und Coiffeure ausgebildet.

## Besitzverhältnisse
Gidor ist ein familiengeführtes Unternehmen, welches heute im Besitz der beiden Söhne Louis und Philipp Giger ist.

## Geschichte
Die Wurzeln des heutigen Unternehmens legte Gründer Louis Giger sen. (1928–2018) im Jahr 1957, als er in Zürich-Altstetten am Lindenplatz seinen ersten Coiffure-Salon eröffnete. Es war das erste Geschäft, das Haarschnitte ohne Voranmeldung zu tiefen Preisen anbot. Ein Jahr später war Giger Besitzer zweier Geschäfte. Diese ergänzte er im Verlaufe der Jahre durch weitere.
1975 bündelte Giger seine Salons zur neu gründeten Gidor SA. Der Name ist dem Familiennamen Giger (gi) sowie dem französischen Wort d’or (für Gold) angelehnt. Gidor eröffnete in den darauf folgenden Jahren weitere Geschäfte. Die Konkurrenz sah es nicht gerne, dass Gidor Coiffuredienstleistungen zu Tiefstpreisen anbot. Das führte dazu, dass auf Druck der Konkurrenz Lieferanten Gidor boykottieren mussten, andernfalls Aufträge seitens der Konkurrenz ausbleiben würden. Dennoch konnte sich Gidor durchsetzen.
Die Kette spezialisierte sich anfänglich hauptsächlich auf Frisuren für Damen, die noch heute rund zwei Drittel der Kundschaft ausmachen, später folgten auch spezifische Angebote für Herren. Als erster Betrieb ausserhalb der Coop-Gruppe trat Gidor 2003 dem Kundenbindungsprogramm (Supercard) von Coop bei. Seit 2004 steht das Unternehmen unter der Leitung der beiden Söhne des Firmengründers, Louis Giger jun. und Philipp Giger.